# 橡果國際
橡果國際股份有限公司，簡稱橡果國際（英語：Acorn International Inc.，：ATV），在1997年，由Robert Roche（董事長）和杨东杰（首席執行官），於上海（總部）成立「橡果公司」。
業務在中國內地經營电视销售、电话销售、目录销售和网络销售各類產品。旗下品牌包括好记星、背背佳、氧立得（2020年被可孚医疗收购:766）、奥雅等。
股份在2007年上市，在2014年，橡果國際Robert Roche（董事長）和Alexander Mirza組成凱詩帝酒店集團，其後收購上海JIA精品酒店。由于国家对电视购物广告的大整治以及电商行业崛起的压力下，橡果国际的广告宣传次数减少，并通过裁员变卖资产维持，分销网络中的门店数量出现锐减。2020年，橡果的营业收入1.92亿元，亏损6148万元，2021年9月因通过登记的住所或者经营场所无法联系被市场监督管理局列入经营异常名录。2021年年初，橡果国际宣布完成与FirstOstia PortLtd.的合并，同时完成私有化申请从纽交所退市。
2021年11月7日，可孚医疗宣布将收购橡果贸易100%股权并签署《条款协议》推进相关股权收购工作。

## 連結
- xiangguo.tv